# 亞砂
亞砂（3月20日—）是台灣的女性插畫家 。因常與御我合作，常被稱為御我的御用畫師。2011年開始因為私人因素暫時休筆，並打算使用新筆名。

本姓吳台灣彰化縣人氏。

## 作品一覽

### 小說插畫
- 《1/2王子系列》
- 《吾命騎士系列》
- 《不殺系列》
- 《沉月之鑰系列》（1-5卷，第6卷開始更變為竹官@CIMIX）
- 《玄日狩系列》（非商業版）

### 漫畫（與小說一同銷售）
- 《吾命騎士-為了你們》
- 《吾命騎士-偽裝真實》（上、下冊）

### PlayStation 2遊戲插畫
- Que～エンシェントリーフの妖精～

### 其他
- 鮮角色人物撲克牌